# Battle Royale II: Requiem
(Slogan promozionale)
Battle Royale II: Requiem (バトル・ロワイアルII 【鎮魂歌】?, Batoru Rowaiaru II - Chinkonka) è un film del 2003, co-diretto da Kinji Fukasaku e Kenta Fukasaku.
È il sequel di Battle Royale,  diretto da Kinji Fukasaku nel 2000, a sua volta tratto dal romanzo omonimo di Koushun Takami, pubblicato nel 1999. Dal film è stato tratto il manga BR II - Blitz Royale, scritto da Kousun Takami e disegnato da Hitoshi Tomizawa nel 2004.
Kinji Fukasaku morì durante le riprese del film, che fu terminato dal figlio Kenta, al suo esordio nella regia cinematografica.
Inedito a lungo in Italia, nel 2023 viene pubblicato dalla CG Entertainment in home video, doppiato in italiano.

## Trama
A distanza di tre anni dagli eventi narrati nel primo film, Shuya Nanahara, unico sopravvissuto insieme a Noriko Nakagawa del primo Battle Royale, è divenuto un terrorista e ha creato i Wild Seven, un gruppo terroristico composto da ragazzi e da bambini, dichiarando guerra agli adulti e compiendo attentati.
Per stanare Nanahara, il governo sceglie una classe di 42 studenti, alcuni dei quali sono rimasti orfani in seguito agli attentati dei Wild Seven. Il loro professore è Takeuchi Riki, un uomo che ha perso la figlia in un attentato causato dai Wild Seven. Gli studenti, tra i quali vi è Shitori Kitano, figlia del professor Kitano ucciso da Nanahara durante il primo Battle Royale, vengono così rapiti e costretti a partecipare all'assalto all'isola in cui è nascosto Nanahara. Una volta sbarcati sull'isola, gli studenti vengono massacrati dai Wild Seven e i sopravvissuti vengono fatti prigionieri.
Una volta al cospetto di Nanahara, questi li convince a rimanere a lottare con loro, e a ribellarsi agli adulti. Gli studenti sopravvissuti rimangono così a combattere con Nanahara, mentre gli adulti decidono di radere al suolo l'isola. Dopo una cruenta battaglia, il "gioco" viene dichiarato nullo, dato che sei studenti sono sopravvissuti, mentre Nanahara viene dichiarato disperso.
Tre mesi dopo, Nanahara e Takuma Aoi, uno degli studenti sopravvissuti al massacro, si riuniscono con le ragazze sopravvissute, e Nanahara reincontra Noriko.

### Versione Director's cut
La versione director's cut del film, intitolata Battle Royale II: Revenge, dura 22 minuti in più e fu realizzata dopo le recensioni negative avute dal film alla prima proiezione. In questa versione sono stati migliorati di effetti speciali e approfonditi i caratteri dei vari personaggi.

## Riconoscimenti
- 2004 Mainichi Film Concours (migliore sceneggiatura, miglior art director)